# 柴田新
柴田 新（しばた しん、1985年3月5日 - ）は日本の女性ファッションモデル。趣味・特技は剣道、書道、トランポリン。タイクーンモデルエージェンシー所属。

## 出演

### 雑誌
- Laju
- FEMMIE
- 澄空
- poroco

### Still
- Art Grace Clib 大宮
- JRスクエアモバイル [Card News]

旭川エスク [ポスター]
- PIVOT [ポスター]
- SAPPORO COLLECTION [ポスター]
- 北海道新聞 [Fes]
- 北海道ビューティーアート専門学校

...etc.

### CM
- PENTAX [K-r]

### Show
- SAPPORO COLLECTION ['07～'09・11 ]
- 毎日モードコレクション
- ポーランド祭
- PARCO [水着ショー]
- ステラプライス [フロアショー]
- 東急百貨店 [フロアショー]
- BIBI [ブライダルショー]
- WELLA [ヘアショー]
- BSC [ヘアショー]

...etc.

### その他
- Tabio [WEB]
- 西武百貨店
- 東急百貨店